# La flaca (álbum)
La flaca es el primer álbum del grupo español Jarabe de Palo que sale a la venta en el año 1996 su sencillo fue "La flaca".
En 2009 el grupo incluyó una nueva versión de dicha canción para su disco Orquesta reciclando.
"La flaca" se lanzó al mercado en 1996 bajo el sello Virgin Records y supuso la irrupción de Jarabe de Palo en el panorama musical español con un estilo fresco y desenfadado que se convirtió en un gran éxito de ventas, no sólo en España.
Tras haber formado parte de diferentes bandas de Barcelona, Pau Donés organizó un viaje a Cuba con varios amigos y compañeros de trabajo. Por aquella época, Pau trabajaba como publicista en una agencia y su intención con aquel viaje era grabar un videoclip para un tema que acababa de componer. Fue durante aquel viaje que recibió la inspiración definitiva para escribir un puñado de canciones con las que regresaría a España.
Según confesó el propio Donés, estando en La Habana, en una discoteca del Malecón, apareció una joven de gran belleza, con un ligero vestido y una mirada expresiva. No necesitó más el artista para ponerse manos a la obra y escribir una de sus más conocidas canciones, La flaca, que daría título a este álbum debut de Jarabe de Palo.
El estreno del álbum fue discreto en un principio, con escasa promoción por parte del sello y centrándose el grupo en sus actuaciones, esperando que el boca a boca los diera a conocer. Fue gracias a una campaña de publicidad de una conocida marca de tabaco, que eligió La flaca como sintonía de sus spots, cuando su fama empieza a crecer de forma exponencial, con reproducciones en todas las emisoras de radio y convirtiéndose en el tema más escuchado de aquel año y en uno de los himnos más escuchados de Jarabe de Palo.

## Lista de canciones
| La flaca |                          |          |  |
| N.º      | Título                   | Duración |  |
| 1.       | «Quiero ser poeta»       | 3:32     |  |
| 2.       | «Vuela»                  | 3:29     |  |
| 3.       | «No suelo compararme»    | 3:03     |  |
| 4.       | «La flaca»               | 4:29     |  |
| 5.       | «Grita»                  | 3:35     |  |
| 6.       | «El bosque de Palo»      | 3:29     |  |
| 7.       | «El lado oscuro»         | 4:44     |  |
| 8.       | «Quítame la vida»        | 3:16     |  |
| 9.       | «Dueño de mi silencio»   | 3:28     |  |
| 10.      | «La canción del desamor» | 3:32     |  |
| 11.      | «La flaca» (Acústica)    | 3:37     |  |

## Sencillos
- La Flaca
- Quiero ser poeta
- Quítame la vida
- Grita
- El lado oscuro